# Wilhelm Steckling

Bischofswappen von Heinz Wilhelm Steckling

Heinz Wilhelm Steckling OMI (* 23. April 1947 in Verl) ist ein deutscher Ordensgeistlicher und emeritierter römisch-katholischer Bischof von Ciudad del Este. Von 1998 bis 2010 war er Generaloberer der Hünfelder Oblaten.

## Leben
Wilhelm Steckling wuchs in Spexard, einem Ortsteil im Südosten der Kreisstadt Gütersloh in Nordrhein-Westfalen, auf. Er trat der Ordensgemeinschaft der Oblaten der Unbefleckten Jungfrau Maria, bekannt als Hünfelder Oblaten, bei und legte am 1. Mai 1967 seine ersten und nach seinem Studium der Theologie und Philosophie an der Johannes Gutenberg-Universität Mainz am 15. April 1973 die Ewigen Gelübde ab. Am gleichen Tag wurde er vom Bischof von Mainz, Hermann Kardinal Volk, zum Diakon geweiht. Er empfing am 20. Juli 1974 durch den Bischof von Kimberley, Erwin Hecht OMI, das Sakrament der Priesterweihe in der Bruder-Konrad-Kirche in Spexard. Als Missionar wirkte er in Pilcomayo in Paraguay, unter anderem als Kaplan von St. Vincent de Paul in Independencia.
Von 1986 bis 1992 war er Provinzial der Ordensprovinz im Norden Argentiniens. Von 1992 bis 1998 war er Mitglied der Generalverwaltung der Oblaten in Rom, bevor er 1998 auf dem Generalkapitel, dem die Provinzialoberen und weitere Vertreter der Gemeinschaft angehören, zum Generaloberen der weltweit tätigen Kongregation mit Sitz in Rom gewählt wurde. Nach Ende seiner zweiten Amtszeit 2010 kehrte er nach Paraguay zurück. Er war Berater für die Kongregation für die Evangelisierung der Völker und den Päpstlichen Rat für den Interreligiösen Dialog. Er war seit 2010 Rektor des Priesterseminars der Oblaten in der paraguayischen Hauptstadt Asunción.
Papst Franziskus ernannte ihn am 15. November 2014 zum Bischof von Ciudad del Este. Die Bischofsweihe empfing er am 21. Dezember 2014 durch den Bischof von Caacupé, Catalino Claudio Giménez Medina; Mitkonsekratoren waren Lucio Alfert OMI, Apostolischer Vikar von Pilcomayo, und Ricardo Jorge Valenzuela Ríos, Bischof von Villarrica del Espíritu Santo.
Am 19. Dezember 2023 nahm Papst Franziskus seinen altersbedingten Rücktritt an.